# Wolfert Harmensz
Wolfert Harmensz, ook wel Wolphert Hermansz of Harmansz, voer als admiraal van een vloot van vijf schepen voor de Oude Compagnie in april 1601 naar Bantam en de Molukken om daar specerijen te kopen. Voor de kust van Bantam leverde hij rond de jaarwisseling een zeeslag met een veel grotere Portugese vloot die hij op de vlucht joeg: de Slag bij Bantam.

## De Vijfde Schipvaart

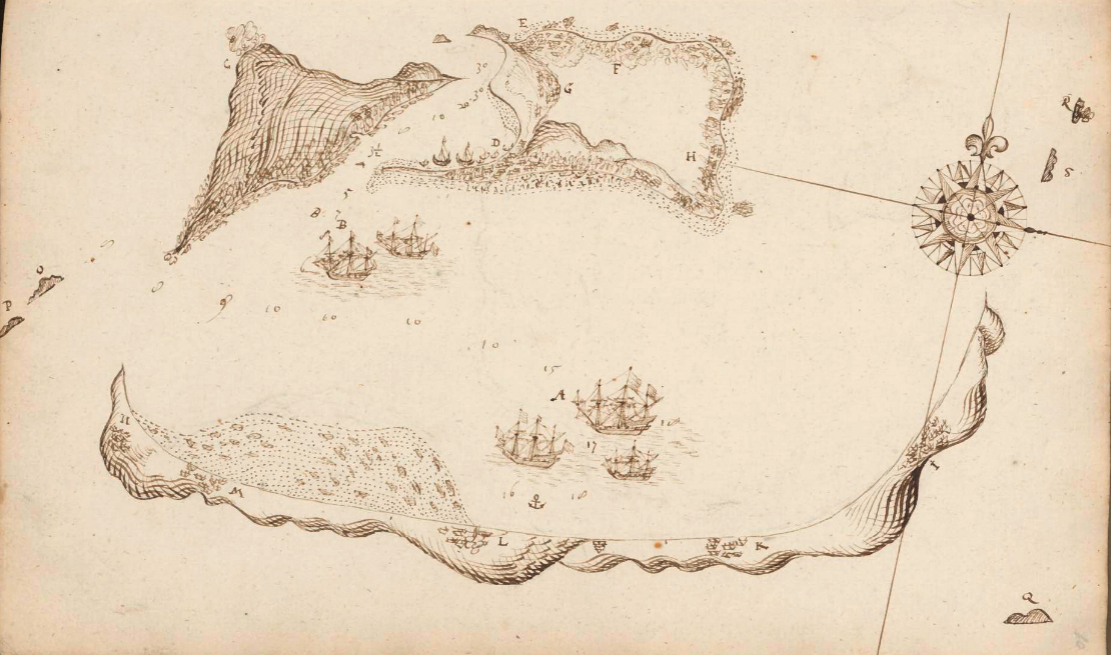
De Molukse vloot bij Banda en de 'brandenberg genaempt Goan Appij.

Van Harmensz is alleen bekend dat hij in Delft woonde en afkomstig was uit Berg, hoewel die laatste plaats niet nader geïdentificeerd kan worden. Hij moet op het eind van de 16e eeuw een goede reputatie hebben opgebouwd. In de herfst van 1600 besloot de Oude Compagnie, een van de voorcompagnieën, om een dubbele vloot naar Azië te sturen. Deze staat bekend als de Vijfde Schipvaart. De ene vloot bestond uit acht schepen onder bevel van Jacob van Heemskerck, en zou naar Atjeh varen en eventueel verder naar Bantam. Deze vloot werd de Atjehse vloot genoemd. De andere, de Molukse vloot met vijf schepen, kwam onder bevel van Wolfert Harmensz, en zou eerst naar Bantam varen en daarna naar de Molukken. Vanwege de verschillende bestemmingen zouden de vloten elkaars handel niet kunnen bederven. De Molukse vloot werd volledig gefinancierd uit de opbrengst van de succesvolle Tweede Schipvaart van Jacob van Neck, Wybrand van Warwijck en Jacob van Heemskerck, de eerste vloot die de Molukken had bereikt. Aan de Tweede Schipvaart hadden ook drie van Harmensz' schepen deelgenomen: de Gelderland (250 last), nu met Harmensz als admiraal aan boord, de Zeeland (200 last), met de vice-admiraal Hans Hendricksz. Bouwer, en de Utrecht (120 last). De andere twee waren nieuwe jachten: de Wachter (65 last) en de Duyfken (30 last). De Duyfken, met schipper Willem Cornelisz. Schouten en 15 bemanningsleden, moest op het eerste deel van de reis dienen als boodschapper tussen de twee vloten.

## De Molukse vloot
Op 23 april 1601 vertrokken de twee vloten van de rede van Texel. Vanaf 8 mei begon de sneller zeilende Molukse vloot vooruit te varen. Desondanks ontmoette men op 8 juni de Zwarte Leeuw met de viceadmiraal van de Atjehse vloot Jan Grenier en schipper Adriaen Maertensz. Block. De Atjehse vloot was slaags geraakt met een Spaanse armada die onderweg was naar Amerika, waarbij de Zwarte Leeuw de andere schepen was kwijt geraakt. Twee dagen later voer het alleen verder naar Atjeh. De Molukse vloot rondde op 8 augustus de Kaap de Goede Hoop, maar ging er niet aan wal. In de Brede Raad was besloten door te varen naar het onbewoonde eiland Mauritius. Op 26 september kreeg de inmiddels door scheurbuik geteisterde vloot dat eiland in zicht, en kon drie dagen later geschikte ankergrond vinden van waar de schuiten aan land konden komen. Van Warwijck en Van Heemskerck en hun bemanning hadden hier drie jaar eerder tijdens de Tweede Schipvaart met succes kunnen verversen en recupereren. Ook de schippers van de Gelderland en de Utrecht waren daar toen bij geweest.

## Mauritius

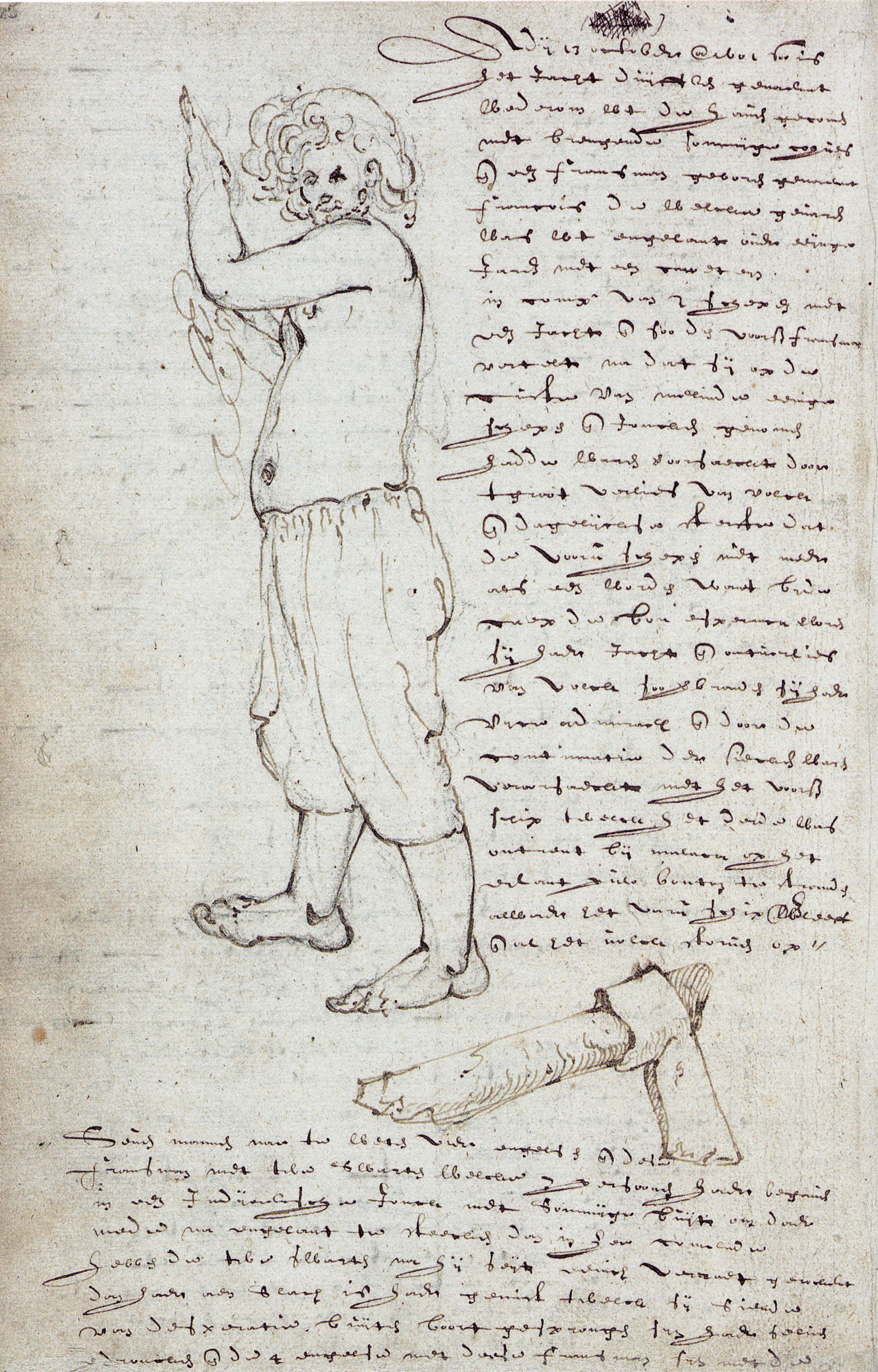
François, de Franse schipbreukeling.

Ook ditmaal werd voldoende water en proviand in de vorm van allerlei gevogelte gevonden en konden zieken herstellen. De Duyfken pikte tijdens een verkenning op 8 oktober een eenzame Fransman zonder kleren op. Hij was een overlevende van een mislukte Engelse expeditie onder Benjamin Wood en overleefde al zo’n anderhalf jaar op kokos, palmbladeren, rauwe gedroogde vis en schildpaddenvlees. Toch was hem dat niet aan te zien, hij was 'soo corpulent ende cloeck als ijemandt inde vloot soo int lopen als anders, dan was seer ijdel van hooft als men hem veel vraegden'. Van een aantal diersoorten, waaronder vier vogels die inmiddels zijn uitgestorven: de dodo, de rode ral, de blauwe duif en de Mauritiaanse papegaai, werden tekeningen van hoge kwaliteit gemaakt door een bemanningslid van de Gelderland, Joris Joostensz Laerle. Het eten van de 'blaasopvis' (de kogelvis) bekwam de bemanning slecht. Velen, waaronder Harmensz, werden er erg ziek van. Op 20 oktober vertrok de vloot.

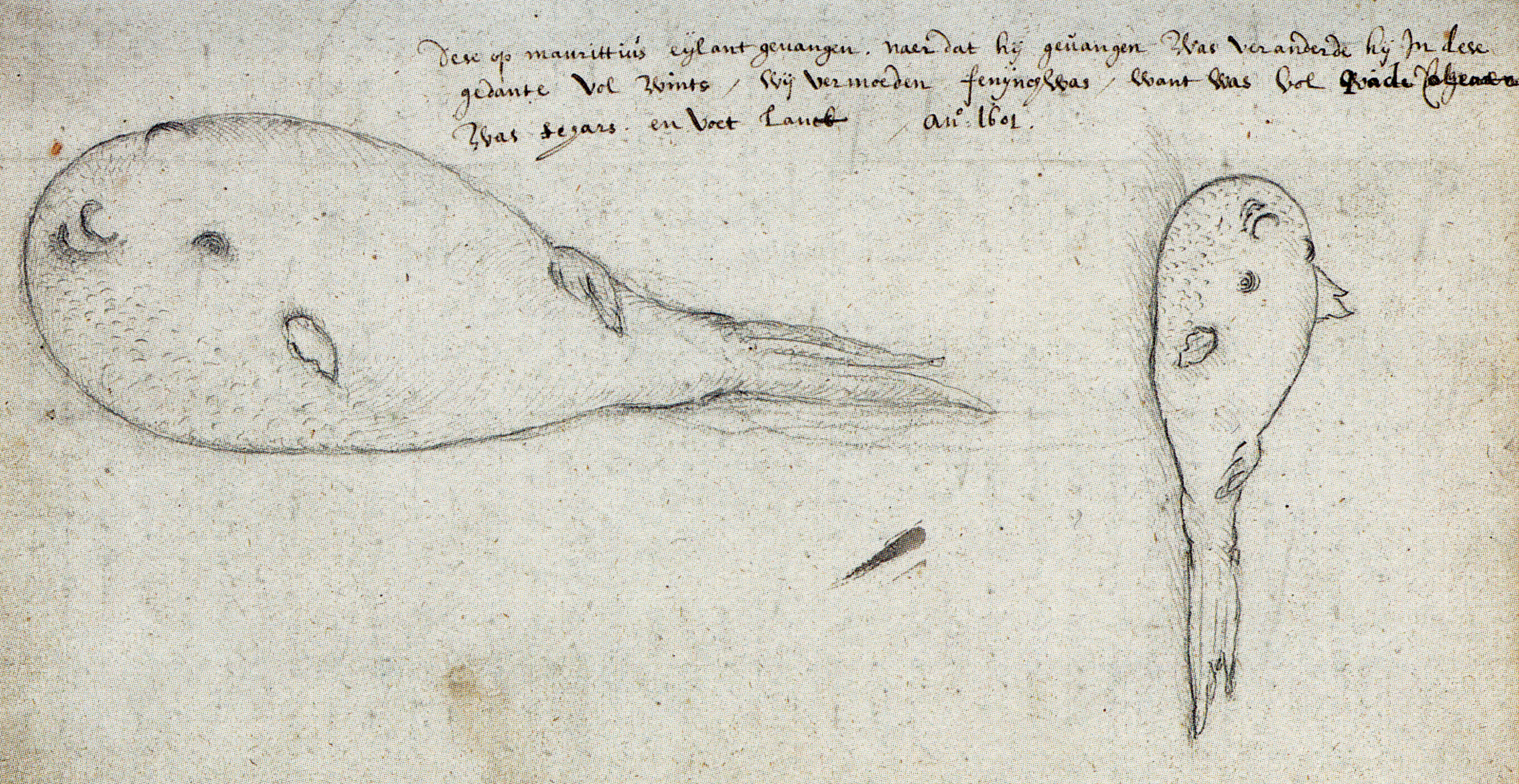
De 'blaasopvis'.

Dicht langs de evenaar naar Bantam varend vond er op de Gelderland een succesvolle duiveluitdrijving plaats. De jonge matroos Jan Lambertsz uit Purmerend beweerde dat hij door de duivel bezeten was. Hij had al langer last van woedeaanvallen en was eerder in Haarlem door een 'paep besweerder ofte duyvel jager' behandeld. Nu werd de tierende en scheldende Lambertsz door het scheepsvolk, onder leiding van de ziekentrooster, met gestadig gebed voor in ieder geval de rest van de reis genezen. 'Godt loff ick ben hem nu gants quyt', riep Lambertsz op 28 november uit.

## De zeeslag bij Bantam

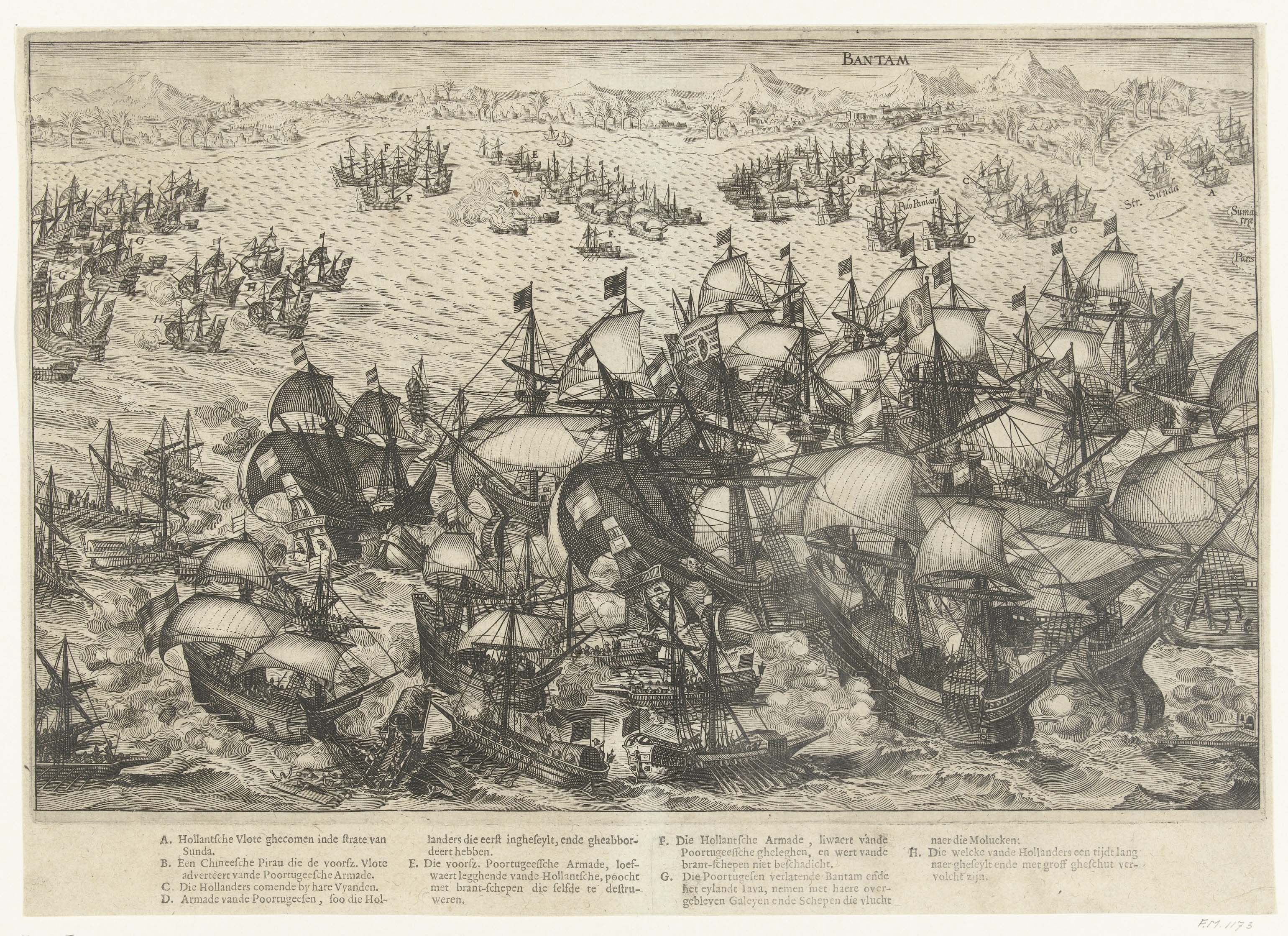
De zeeslag bij Bantam.

Vanaf 19 december begon men in zee 'clapmutsen' (kwallen) en drijvende stukken riet en bomen te zien, ten teken dat de vloot Sumatra naderde. Op 26 december bereikten de schepen Straat Soenda. Ze werden daar door een Chinese prauw gewaarschuwd dat er een Portugese armada van 30 schepen uit Goa, Malakka en Cochin voor Bantam lag: 8 galjoenen, vier galeien en 18 fusten. De admiraal, Dom André Furtado de Mendoça, had opdracht Bantam te veroveren en door het bouwen van een fort de Nederlandse handel daar voortaan te verhinderen. Harmensz en de Brede Raad besloten ondanks de Portugese overmacht unaniem om de armada aan te vallen. In eerste instantie mislukte een aanval op twee van de vloot afgescheiden galjoenen toen in het zicht van de overwinning een kanon op de Gelderland ontplofte en het roer van het schip onklaar raakte. Op 29 december werd besloten ‘de saecke nog eens te aventureeren’. De Gelderland en de Zeeland vielen de twee grootste galjoenen aan en beschadigden die behoorlijk. Twee fusten werden geënterd en veroverd. De ene door de Utrecht en de andere door de Wachter en de Duyfken. De volgende dag stuurden de Portugezen, die de wind en de stroom in de rug hadden, drie brandende fusten op de Nederlanders af, maar die konden ze ontwijken. Op 1 januari koerste Harmensz nogmaals op de armada af. Deze blies toen echter onverwachts de aftocht, nog een poosje nagezeten door de Nederlanders. De Portugezen ‘wilden niet aan het vechten komen, van het geschut der Hollanders versaagt zijnde’. De overwinning vergrootte de reputatie van de Nederlanders in Bantam aanzienlijk, en op 3 januari 1602 werden ze daar hartelijk ontvangen ('seer blydelyck ontfangen van de borgers ende overicheyt').

## Ternate

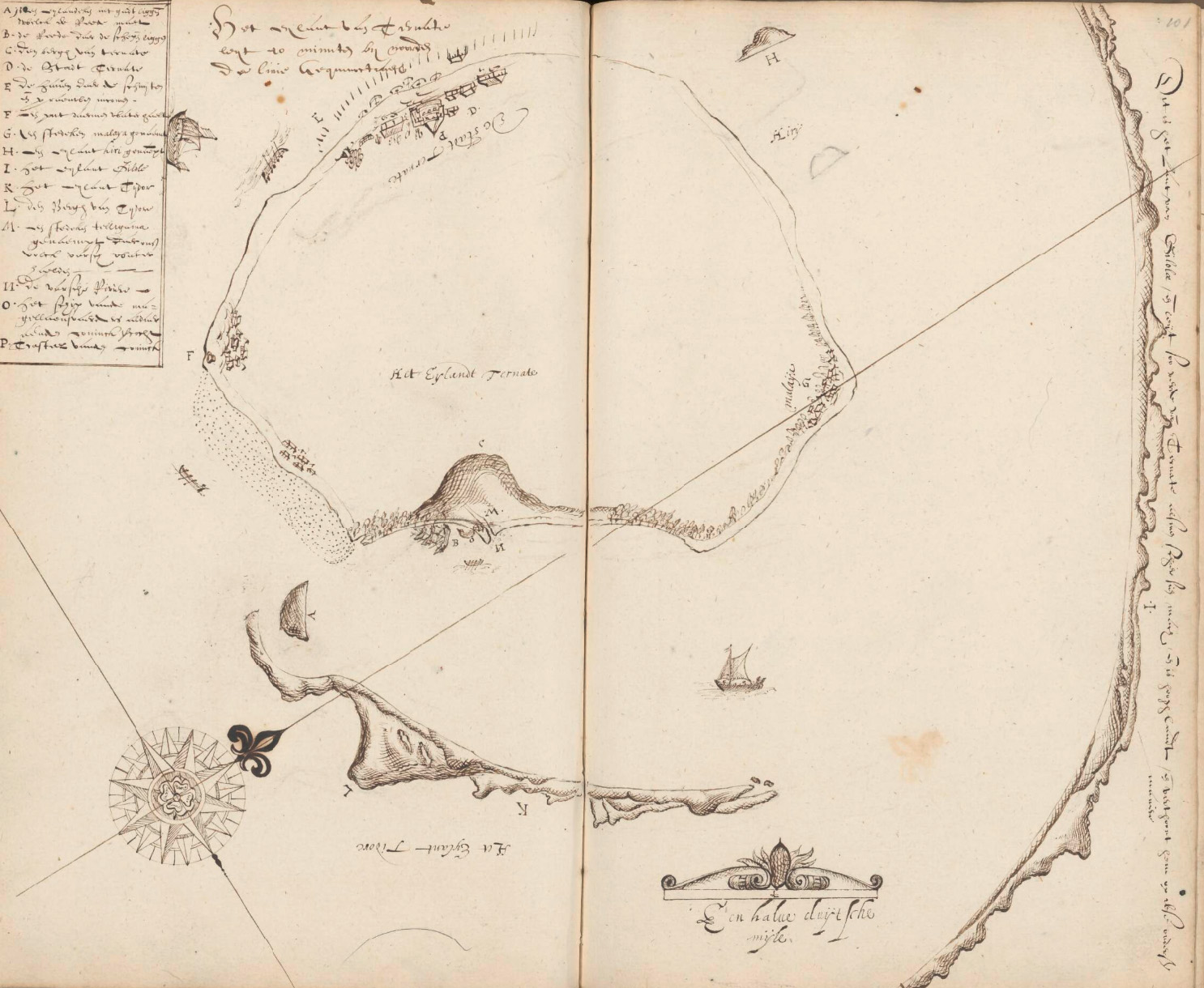
De Molukse vloot bij Ternate.

Na in Bantam peper te hebben ingeladen voer Harmensz naar Jacatra, waar de vorst geschenken werd overhandigd namens stadhouder Maurits. De 17e voer hij verder naar het oosten. Vanwege windstiltes moesten de schepen zich vaak door de stroom laten voortdrijven. Nabij Buru stuurde hij Bouwens met de Utrecht en de Zeeland naar Banda en ging zelf met de Gelderland en de twee jachten naar Ternate, waar hij op 17 februari aankwam. Hier trof hij de in 1599 door Van Warwijck achtergelaten Frank van der Does en vijf andere kooplieden 'in goeden doene ende sonderlycke minne ende affectie der ingesetene' aan. Er waren echter weinig kruidnagels te koop. Sultan Saidi Berkat, die de Nederlanders goed gezind was, beloofde de eerstvolgende oogst alleen aan hen te verkopen. Harmensz onderhandelde tevergeefs met de Portugezen op het nabij gelegen eiland Tidore om bij Bantam gevangen genomen Portugezen te ruilen voor bemanningsleden van de Trouw die op Tidore gevangen zaten. De Trouw, met Balthasar de Cordes, was in januari 1601 door de Portugezen op verraderlijke wijze veroverd en de bemanning was grotendeels vermoord. In juni had Jacob van Neck nog met twee schepen een vergeldingsaanval uitgevoerd op het Portugese fort.

## Banda

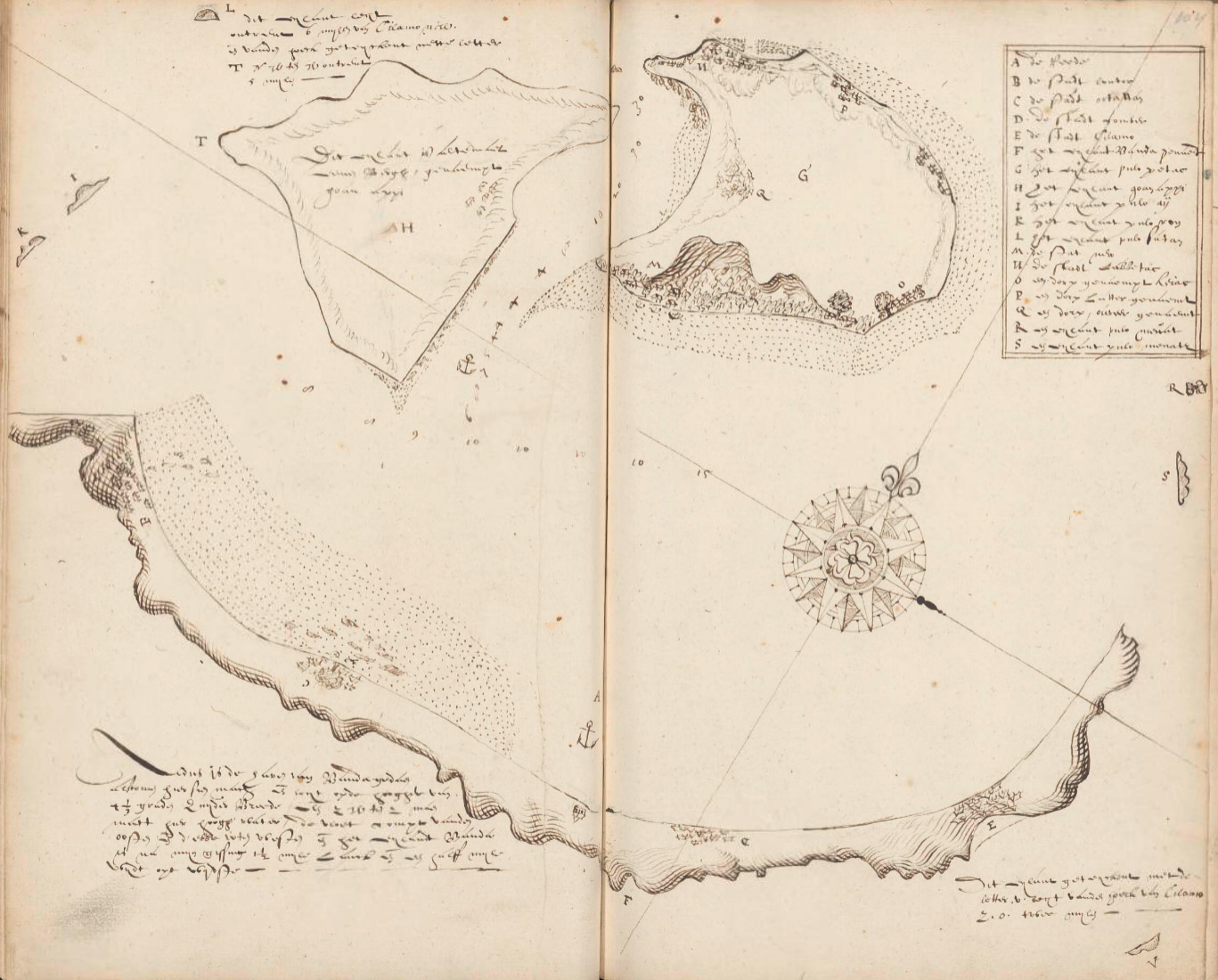
Kaart van de Banda-eilanden getekend door Joris Laerle op de Molukse vloot.

Op 7 maart voer Harmensz naar Banda, waar hem een week later bleek dat de Zeeland al bijna volgeladen was met foelie en muskaatnoten en men juist met de Utrecht wilde beginnen. In plaats daarvan liet Harmensz de Gelderland laden. De Duyfken werd met Schouten en opperkoopman Claes Gaeff naar Seram gestuurd om sago in te laden voor de voedselvoorziening op Banda. Ook moest men daar en op bijgelegen eilanden onderzoeken welke andere producten er te koop waren, aan welke producten er behoefte was, en of er wel eens schepen uit Nieuw-Guinea kwamen. Van dat land bleek men echter niets te weten. Behoefte was er aan katoenen kleding, ijzer en staal, allerhande messen, helmen, gongen (koperen bekkens) en koraal. Te koop werden aangeboden sago, hout, rijst en 'overvlodich veel slaven'.
De Utrecht en de Wachter stuurde Harmensz begin mei naar Ternate om te wachten op de volgende kruidnageloogst. Op de Banda-eilanden Neira, Lontor en Rosengain werd Harmensz uit naam van ‘de vier coninghen ende haeren bondgenoten’ gevraagd een aantal kooplieden achter te laten. Hij sloot toen verdragen met de Bandanezen met afspraken over godsdienstvrijheid (‘Ten eersten sal yeder syn Godt dienen na tgelove hen Godt gegeven heeft, sonder den eenen den anderen te haten’), het toestaan van vrijwillige bekeringen van christendom naar islam en omgekeerd, samenwerking in de strijd tegen gemeenschappelijke vijanden en het alleenrecht van de Hollanders op de koop van foelie en muskaatnoten. Op Poelau Ai werd een soortgelijk verdrag gesloten. Harmensz liet zijn neef, de op de vloot tot opperkoopman bevorderde Arent Wolphertsz, met ruim dertig man achter op Banda. De in 1599 door Van Heemskerck achtergelaten kooplieden Adriaen van Veen (op Lontor) en Augustijn Stalpaert van der Wiele (op Neira), ieder met negen metgezellen, gingen met Harmensz mee terug naar de Republiek.

## De terugreis

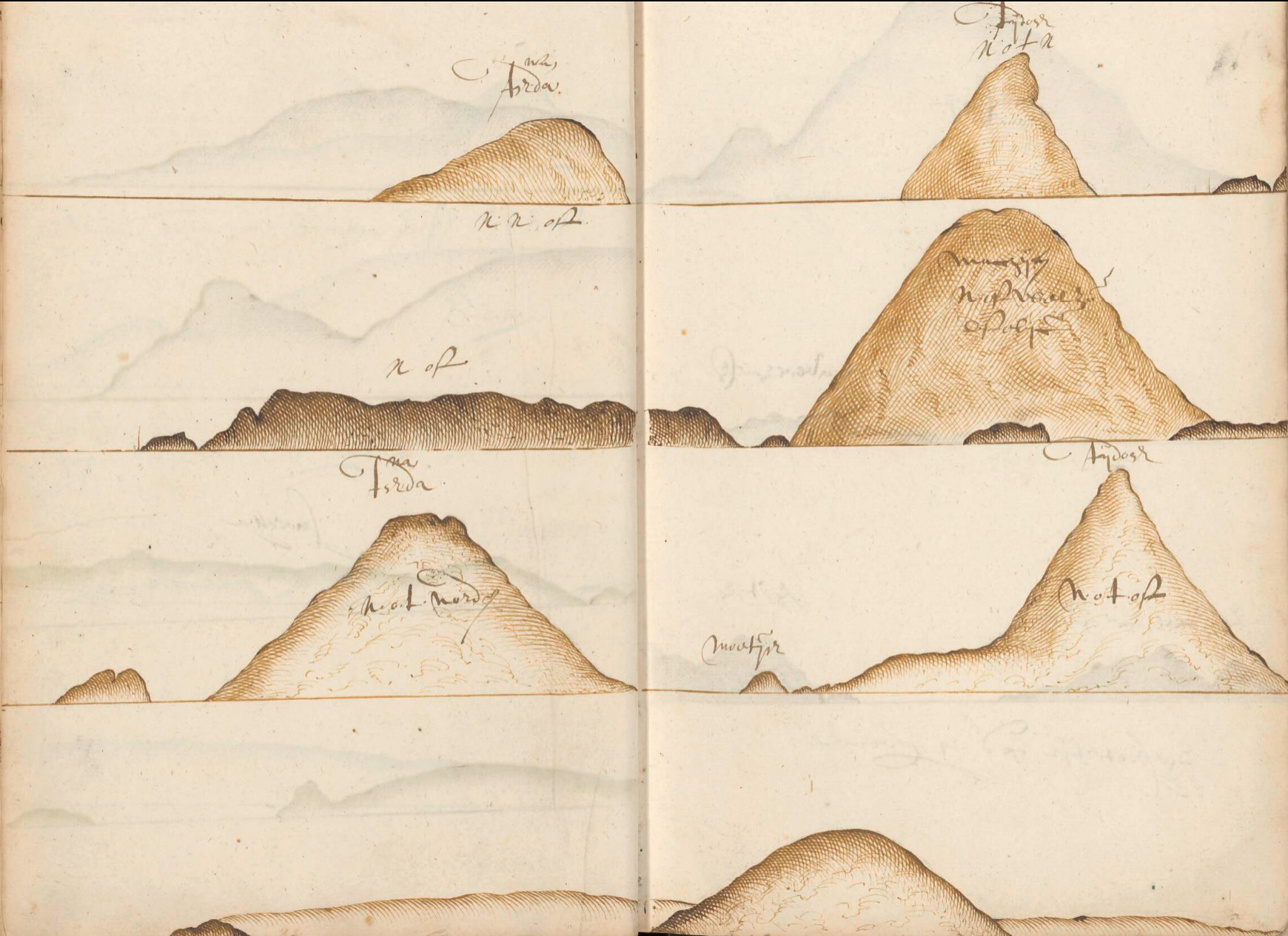
Kustprofielen van de noordelijke Molukken. Tidore, Makian en Moti.

De van Bantam verdreven vloot van Mendoça had inmiddels flink huisgehouden op Ambon. Dorpen waren platgebrand en kruidnagelbomen gekapt. Met de terugkerende Duyfken kwam een aantal Ambonese vluchtelingen mee die Harmensz vroegen om de Portugezen nogmaals aan te vallen vanwege wat hen was aangedaan, ‘sulx dat hetselve moyelyck om te sien was ende seer verdrietich om te hooren’. Harmensz was begaan met hun lot maar moest hun verzoek toch weigeren. Zijn schepen waren nu volgeladen zodat hij het risico niet wilde nemen. Hij vertrok op 24 juni met de Gelderland, de Zeeland en de Duyfken en ging terug naar Bantam. Onderweg bracht hij een bezoek aan de sultan van Toeban, die hij een brief en geschenken van Maurits overhandigde. Hier ontmoette hij ook Van Heemskerck met twee van zijn schepen, de Alkmaar en de Witte Leeuw, en een buitgemaakt transportschip van de vloot van Mendoça. Ook Van Heemskerck probeerde Harmensz over te halen Mendoça's vloot nogmaals aan te vallen, maar die vond dat niet verstandig en voer door naar Bantam. Op 25 augustus ving hij daar de terugtocht naar Nederland aan. Gaeff en de onderkoopman Jan Lodewijksz bleven er achter om op de Utrecht en de Wachter te wachten.
Op de terugreis naar de Republiek raakte Willem Schouten met de Duyfken na het ronden van de Kaap de Goede Hoop in een nachtelijke storm van de andere twee schepen gescheiden en bereikte op 17 februari 1603 Vlissingen. Harmensz sloot zich in december op St. Helena aan bij de vijf schepen van de terugkerende Atjehse vloot onder leiding van Hans Schuurmans. Deze waren in mei volgeladen met peper uit Bantam vertrokken. Van Heemskerck was met de Alkmaar en de Witte Leeuw doorgevaren naar Patani, waar echter de peper was weggekocht door de Vierde Schipvaart van Jacob van Neck. In de Straat Malakka kaapte hij toen in februari 1603 de rijkgeladen Portugese kraak Santa Catarina.
Harmensz en Bouwer kwamen met de Gelderland en de Zeeland via de Braziliaanse kust en de Engelse haven Plymouth op 14 april bij Texel aan. Van de Gelderland is bekend dat zo'n 25 personen de reis niet hadden overleefd, vooral vanwege scheurbuik op de terugreis. Wat er met de Utrecht en de Wachter is gebeurd is niet duidelijk. Zij hadden bij het naderen van de vloot van Mendoça Ternate verlaten maar daarna is het spoor in de archieven duister.

## Vervolg

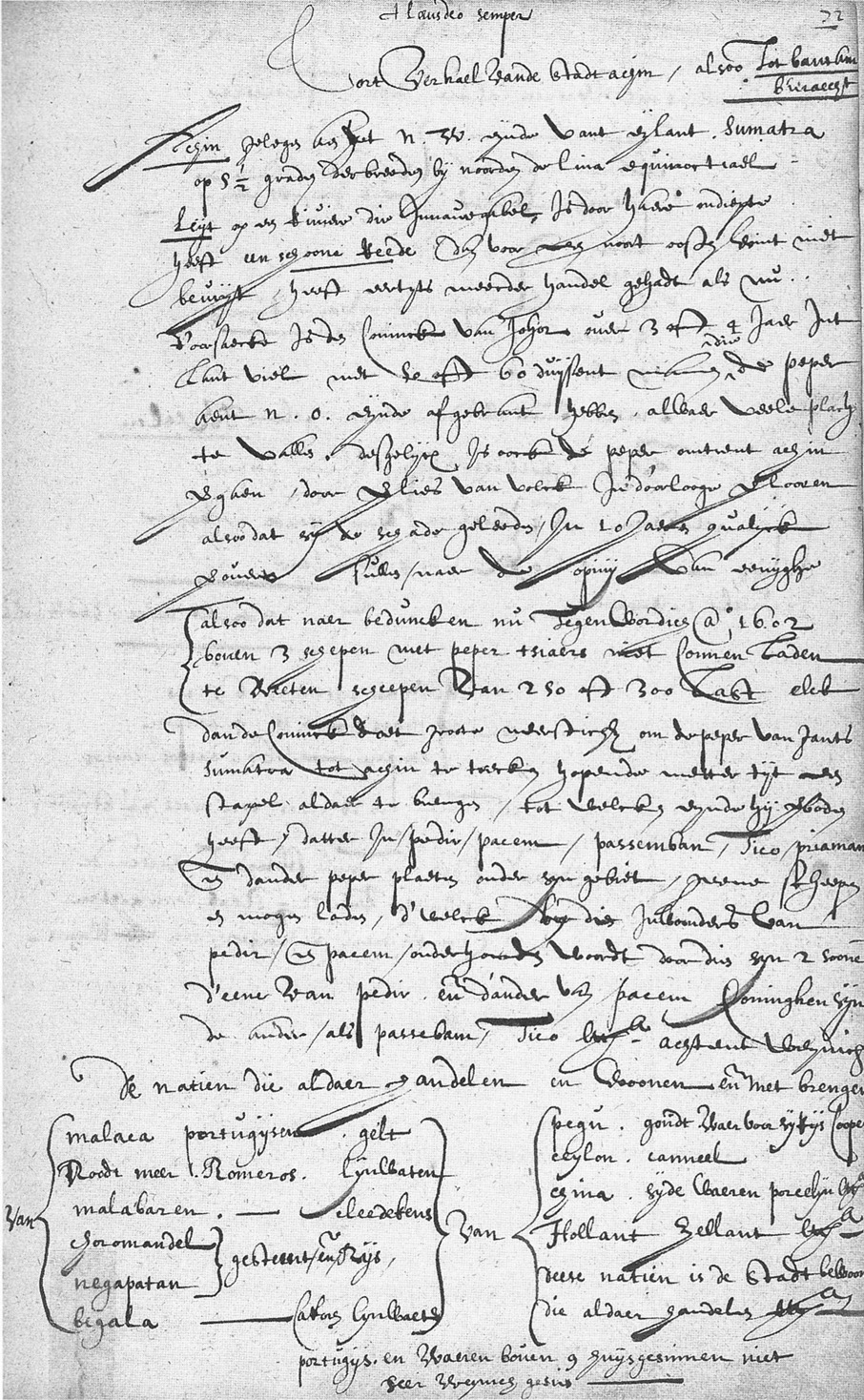
Het handschrift van Harmensz in het journaal van de Gelderland.

Harmensz' overwinning op de Portugese armada bezorgde hem roem. Hij werd onder andere geportretteerd door Cornelis Ketel ('Noch conterfeytte hy den Admirael der Moluycksche Schipvaert Sr. Wolfart Hermans, seer wel ghelijckende'), maar of het schilderij nog bestaat is niet bekend. Zijn opdrachtgevers verweten hem echter dat hij niet volgens de instructies had gehandeld door de Molukse vloot onnodig in gevaar te brengen. Harmensz procedeerde de jaren daarna tegen de VOC, de opvolger van de Oude Compagnie, om meer ‘erkentenisse’ te krijgen voor wat zijn overwinning op de Portugezen en het ontzet van Bantam voor de Nederlandse handel had betekend. Hij wilde evenveel betaald krijgen als Van Heemskerck. De Staten-Generaal steunden hem daarin. De Heren XVII weigerden.
Hugo de Groot schreef in zijn De Jure Praedae van 1605 dat Harmensz in zijn boek ‘meer dan iemand anders een eervolle vermelding verdient omdat hij zich voor de Oost-Indische Compagnie, nee, voor alles wat Hollander heet ten zeerste verdienstelijk heeft gemaakt’. In dit boek verzamelde De Groot bewijzen voor de misdaden van de Portugezen in Azië om de kaping door Van Heemskerck van de Santa Catarina te verdedigen. De Groot betoogde dat bij afwezigheid van een internationaal gerechtshof de kaping gerechtvaardigd was. Zowel Harmensz als Van Heemskerck schreven een verslag voor De Groot. De lading van ruwe zijde en porselein van de Santa Catarina had in Amsterdam meer dan 3 miljoen gulden opgebracht.
In 1607 werd Harmensz door pater Jan Neyen gevraagd wat hem ertoe gebracht had ‘alzulcken machtighen vloot te attacquiren, die by macht van schepen ende volck driemael stercker was als de syne’. Naar aanleiding van zijn antwoord schreef Neyen dat Harmensz ‘van Gods ghenadighe bystandt verzekert was, die hunlieden met zulcke manlijcke resolutie couragierde, ja eer sy sollen gheleden hebben dat den vyandt zoude meester van haer goet ende bloet wesen, zouden het vier int kruyt gesteken hebben, om beyde ghelijc in een oogenblick te doen vervlieghen’.
Vermoedelijk vanwege zijn juridisch conflict met de VOC is Harmensz daar nooit in dienst getreden, zoals zoveel anderen deden. Wel is bekend dat hij van maart tot oktober 1609 in opdracht van de Staten-Generaal samen met Samuel Pallache met twee oorlogsschepen en een koopvaarder op een diplomatieke missie naar Marokko ging en vanuit Safi een gezant van sultan Zidan Aboe Mali mee terug nam. In december 1610 werd toen het Verdrag van Vriendschap en Vrije Handel gesloten voor samenwerking met Marokko in de strijd tegen Spanje.
In 1611 eiste Harmensz bij het Hof van Holland 32000 gulden schadevergoeding wegens smaad. Ook dat proces verloor hij, maar na een beroep bij de Hoge Raad kreeg hij in maart 1613 alsnog een gouden ketting met penning ter waarde van 2000 gulden.

## Het journaal van deGelderland
Het enige journaal van de Vijfde Schipvaart dat bewaard is gebleven is dat van de Gelderland. De titel is 'Journael ofte dach register beginnende adij 22 april 1601 int schip Gelderlant'. Schrijver was op het eerste deel van de reis Jan Lodewijksz. en vanaf Bantam de toen tot secretaris en onderkoopman benoemde Symon Jacobsz. Hij maakte een nethandschrift van het dagregister, de resoluties van de Brede Raad en andere stukken. Ook Harmensz zelf schreef enkele passages. In het journaal staan ook kaarten en tekeningen van kustprofielen (als navigatiehulp voor toekomstige schepen) en van vogels en vissen op Mauritius van de hand van Joris Laerle.
In 1646 verscheen in Isaac Commelins Begin ende voortgangh van de Vereenighde Nederlantsche Geoctroyeerde Oost-Indische Compagnie een verslag van de tocht van Harmensz en de zeeslag bij Bantam, met de titel: Journael ofte dach-register vande Voyagie ghedaen onder het beleydt van den Admirael Wolfhart Harmansen, naer de Oost-Indien, in den Jaren 1601, 1602 en 1603. Vervatende de vermaerde Zee slagh, met zijn 5 Schepen gedaen voor Bantam. Teghens de Portugese Admirael Don Andrea Fortado Mendas, met zijn Vlote bestaende uyt acht groote Galioenen, ende 22 soo groote, als kleyne Galeynen.